# DJ Awards
Die DJ Awards sind eine Preisverleihung, die seit 1998 jährlich auf Ibiza stattfindet und DJs sowie Künstler der elektronischen Tanzmusik würdigt. Von 2020 bis 2023 wurde die Verleihung ausgesetzt – ursprünglich aufgrund der COVID-19-Pandemie.

## Geschichte
Die DJ Awards wurden 1998 von Jose Pascual und Lenny Krarup ins Leben gerufen und werden seitdem jährlich am Ende der Sommersaison auf Ibiza vergeben.
Bis 2016 fand die Verleihung jedes Jahr im Pacha Ibiza statt. 2017 wurde das Event zur Feier des 20. Jubiläums in der neu eröffneten Diskothek Hï Ibiza abgehalten. 2018 und 2019 fand das Event im Heart Ibiza statt. 2018 wurden in den Kategorien House, Tech House, Techno und Trance einmalig jeweils zwei Preise vergeben, einer für den besten Künstler („Artist“), sowie einer für den besten DJ („Master“).
Die Verleihung wurde von 2020 bis 2023 ausgesetzt. 2024 wurde die Veranstaltung fortgesetzt und fand im Club Chinois Ibiza statt.

## Kategorien

### Aktuell
Mittels eines Votings auf der Website können die Zuschauer jedes Jahr neu entscheiden, in welchen Kategorien Auszeichnungen vergeben werden. Die Kategorien können sich somit von Jahr zu Jahr stark unterscheiden. Bei der letzten Verleihung 2024 wurden Auszeichnungen in den folgenden Kategorien vergeben:
- Afro
- Breakthrough Artist
- Drum and Bass
- House
- Liveact
- Organic House
- Progressive House
- Tech House
- Techno
- Trance

Neben diesen Kategorien werden zusätzlich von einem Gremium die sogenannten Special Awards bzw. seit 2019 Industry Awards ausgearbeitet, welche unabhängig von den Publikumsstimmen verliehen werden. Auch hier unterscheiden sich die Kategorien Jahr für Jahr. Bei der letzten Verleihung wurden folgende Industry Awards vergeben:
- Eye on... (Länderspezifischer Award)
- Global Festival
- Ibiza Track of the Summer
- Ibiza Party of the Summer
- Ibiza Icon
- Lifetime Achievement
- Play It Back Award
- What's Hot Global

### Historisch
Genres
In folgenden Genres wurden in der Vergangenheit bereits Preise vergeben. Dabei wurde der Preis nicht zwangsläufig in nur einem Genre vergeben, sondern diese teilweise auch kombiniert. So existierte bspw. bei den Verleihungen 2001 und 2002 die Kategorie Underground Garage / 2-Step, die Kategorien Underground Garage oder 2-Step einzeln an sich jedoch nie.
- 2-Step
- Ambient
- Bass
- Beats
- Big Room House
- Chillout
- Deep House
- Deep Tech
- Downtempo
- Dubstep
- Eclectic
- Electric House
- Electro
- Electro Progressive House
- Electro House
- Electronic Live Performer
- Electronica
- Experimental
- Garage
- Hip Hop
- International DJ
- Melodic House & Techno
- Minimal Techno
- Newcomer
- Psychedelic Trance
- R&B
- Trip-Hop
- Urban

Weitere Preise
- Art Design
- Cutting Edge
- Dance Nation
- DJ Expression
- DJ Innovator
- DJ’s Band of the Year
- DJ’s DJ
- Eco Awards
- Electronic Live Performance / Live Performance
- Electronic Music Pioneer
- Godfather
- Honorific
- Ibiza Bar
- Ibiza DJ
- Ibiza Live Performance
- Ibiza Music Event
- Ibiza Night
- Ibiza Set
- Iconic Club Award
- International Dance Music Festival
- International Festival
- Leader of the New Breed
- Media
- Most Kicking
- Outstanding Achievement
- Outstanding Contribution
- Outstanding Dedication
- Producer
- Radio DJ
- Record Label of the Year
- Remix of the Year
- Remixer
- Special Achievement
- Special Award
- Technology
- Track of the Season
- Tribute
- Urban Set

## Gewinner

### 1998
Motto: „Alien Arrival“

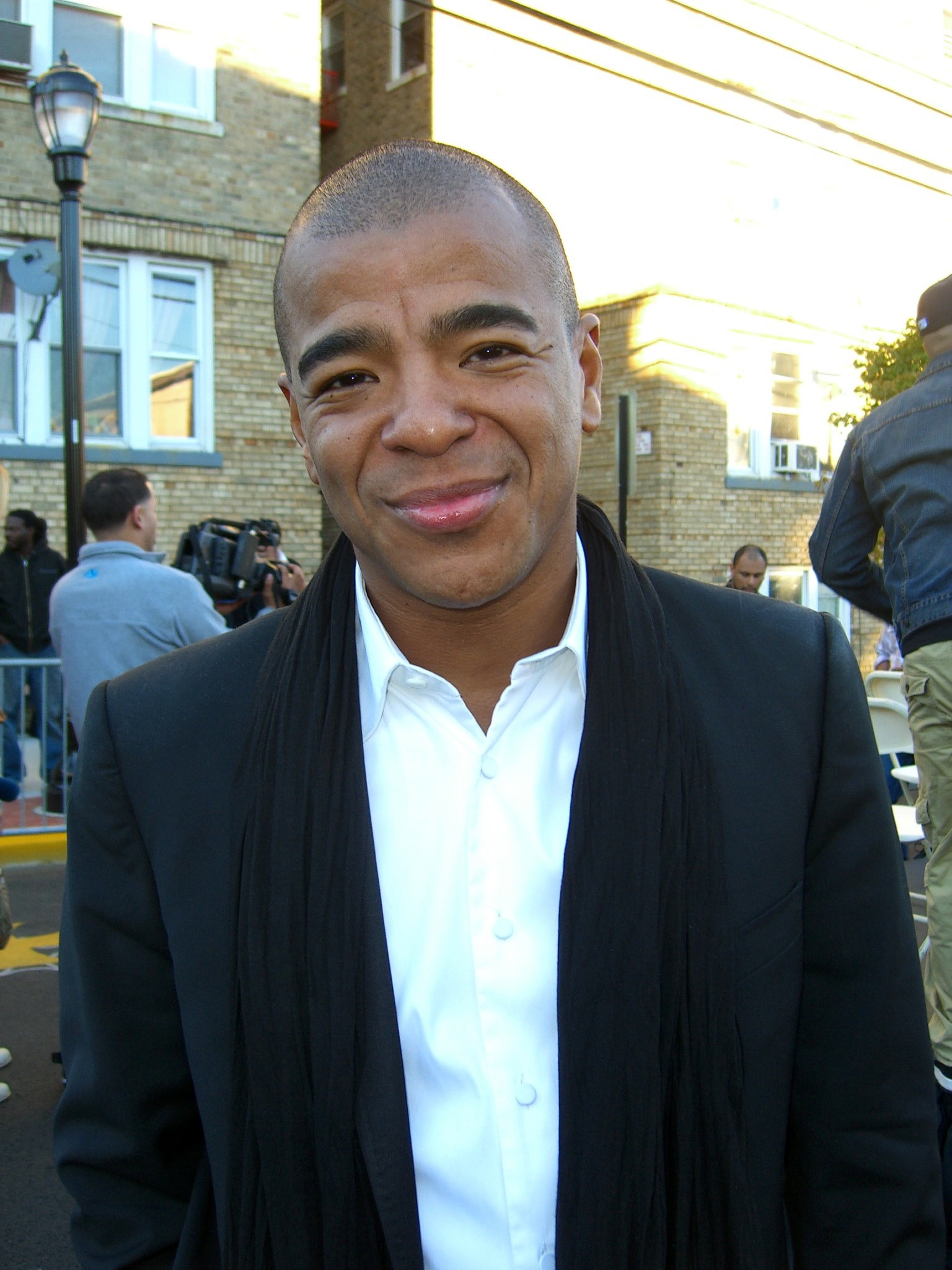
Erick Morillo, Gewinner in der Kategorie House / Garage 1998, in der Kategorie House 2001 und 2003, in der Kategorie Ibiza Set (mit Darren Emerson) 2001 und in der Kategorie International DJ 2002 und 2006.

- Ambient / Experimental:  José Padilla
- DJ Innovator:  DJ Pathaan
- DJ’s Band of the Year:  Daft Punk
- Drum and Bass/Trip-Hop:  Fabio
- House / Garage:  Erick Morillo
- Radio DJ:  Fernandisco
- Techno / Trance:  Supa DJ Dmitri
- Special Awards
  - Honorific:  Toni De Vit
  - Lifetime:  Cesar de Melero
  - Track of the Season:  Stardust – Music Sounds Better with You

### 1999
Motto: „African Tribal Rhythms“

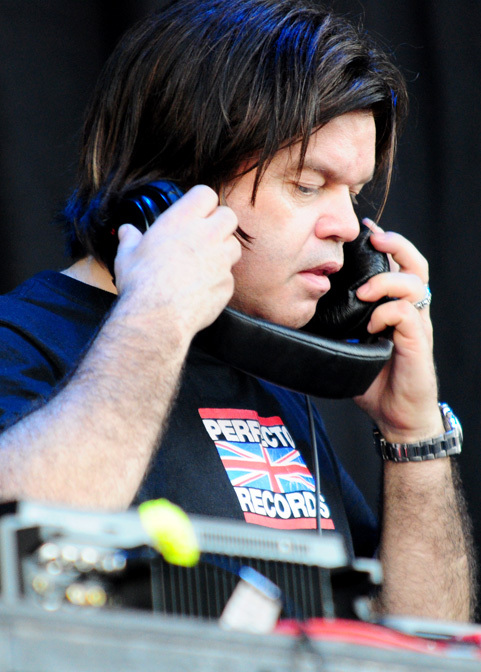
Paul Oakenfold, Gewinner des Outstanding Achievement-Preises 2004, in der Kategorie Techno 1999 und in der Kategorie Trance 2000 und 2004.

- Ambient / Experimental:  Mixmaster Morris
- DJ Innovator:  Juno Reactor
- DJ’s Band of the Year:  Basement Jaxx
- Drum and Bass & Beats:  LTJ Bukem
- House / Garage:  Roger Sanchez
- Radio DJ:  Pete Tong
- Remix of the Year:  David Morales
- Techno:  Paul Oakenfold
- Special Awards
  - Honorific:  Joe T Vannelli
  - Lifetime:  Frankie Knuckles
  - Most Kicking:  Mark Spoon
  - Special Achievement:  Paul Johnson
  - Track of the Season:  Bob Marley vs.  Funkstar De Luxe – Sun Is Shining

### 2000

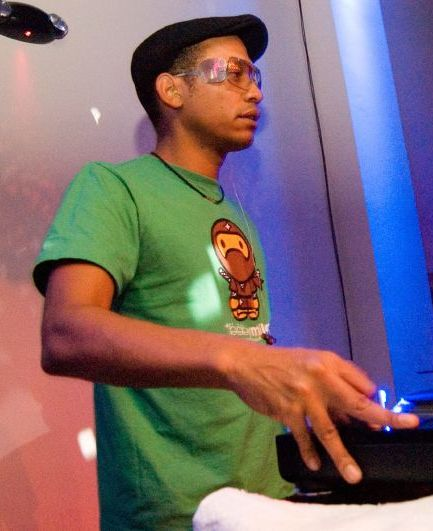
LTJ Bukem, Gewinner in der Kategorie Drum and Bass & Beats 1999 und 2000.

Motto: „Mythological Inspiration of the Muses“
- Chillout:  DJ Morpheus
- DJ’s DJ:  Danny Tenaglia
- Drum and Bass & Beats:  LTJ Bukem
- House:  David Morales
- Innovator Experimental:  Jazzanova
- Leader of the New Breed:  Steve Lawler
- Outstanding Achievement:  Danny Rampling
- Radio DJ:  Danny Rampling
- Techno:  Sven Väth
- Trance:  Paul Oakenfold
- Special Awards
  - Honorific:  Claudio Coccoluto
  - Ibiza Set:  Carl Cox
  - Special Award:  David Gausa &  Xavi Laso – Swing Flaix &  Dani Moreno
  - Track of the Season:  Modjo – Lady (Hear Me Tonight)

### 2001
Motto: „Man and Machine“
- Drum and Bass:  Peshay

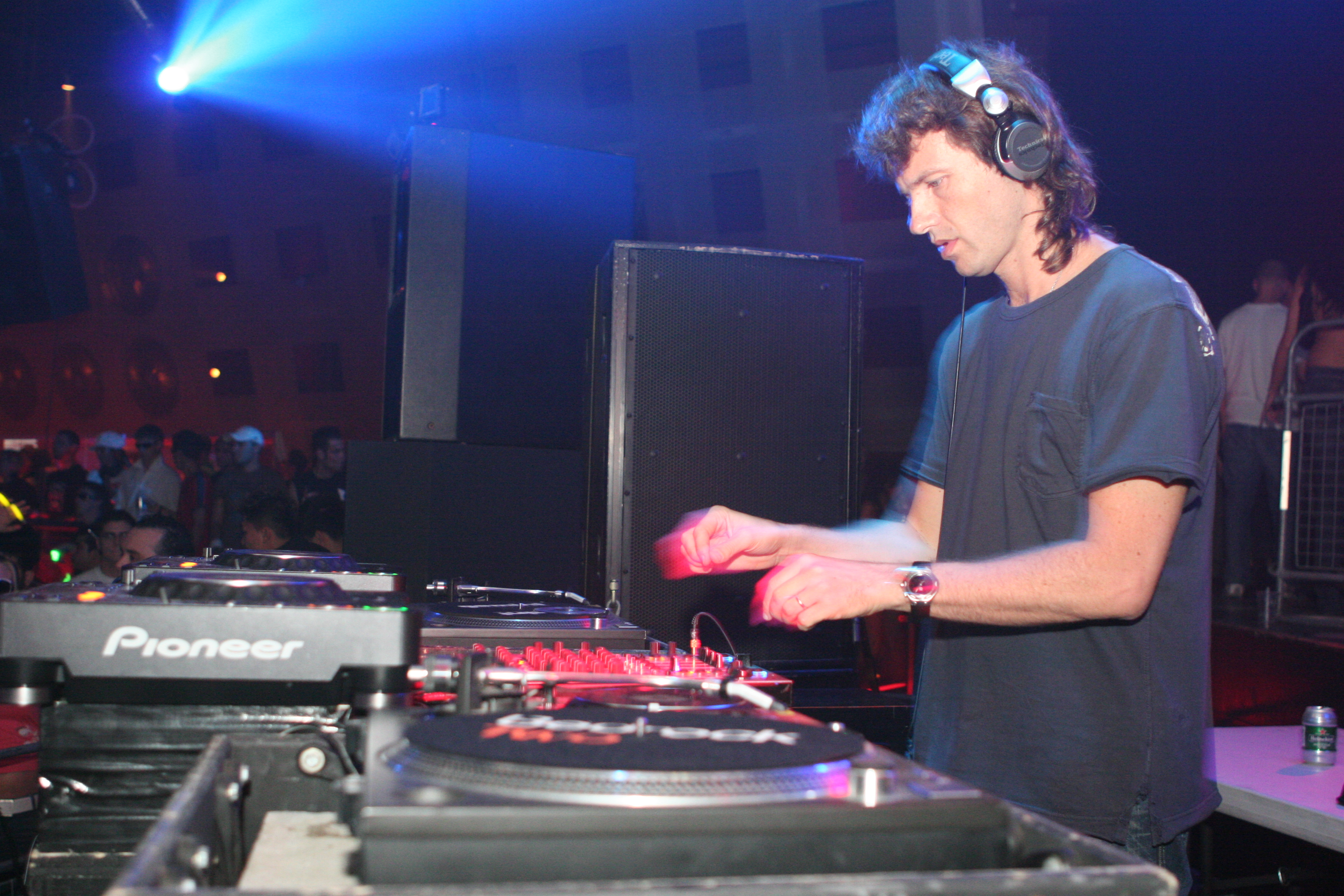
Hernán Cattáneo, Gewinner in der Kategorie Newcomer 2001 und in der Kategorie Progressive House 2018 und 2019.

- Eclectic / Experimental:  Mixmaster Morris
- House:  Erick Morillo
- Psychedelic Trance:  G.M.S (Riktam & Bansi)
- Tech House:  Satoshi Tomiie
- Techno:  Carl Cox
- Trance:  Judge Jules
- Underground Garage / 2-Step:  DJ EZ
- Special Awards
  - DJ Expresion: Sebastian Gamboa, DJ Smoka, Señor Lobo, Paco Buggin, Silvia Sánchez, Carlos Jurado, Fernando Guillón, Sandro Bianchi
  - Godfather:  Frankie Knuckles
  - Ibiza DJ: Java
  - Ibiza Set:  Darren Emerson B2B  Erick Morillo bei Subliminal Sessions (Pacha)
  - Newcomer:  Hernán Cattáneo
  - Outstanding Contribution:  Ministry of Sound
  - Remix of the Year:  Superchumbo – Revolution
  - Track of the Season:  Kings of Tomorrow – Finally

### 2002
Motto: „Vinyl“

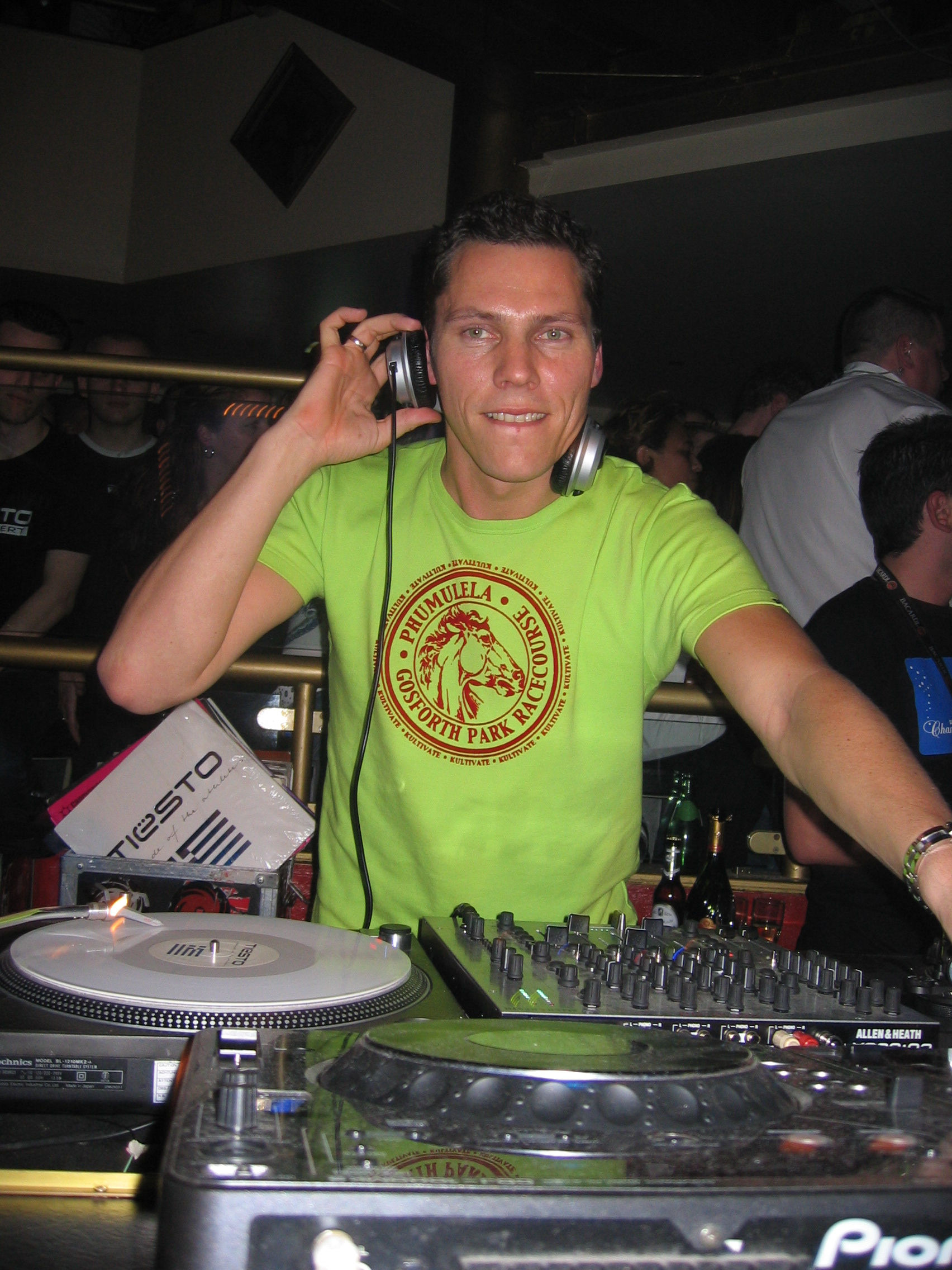
Tiësto, Gewinner in der Kategorie Progressive 2002, in der Kategorie International DJ 2004 und 2008 und in der Kategorie Electro House 2012.

- Eclectic / Experimental:  Coldcut
- House:  Roger Sanchez
- Progressive:  Tiësto
- Psychedelic Trance:  Max Lanfranconi
- Tech House:  X-Press 2
- Techno:  Richie Hawtin &  Carl Cox
- Underground Garage / 2-Step:  Matt Jam Lamont
- Special Awards
  - Ibiza Bar: Café Mambo
  - Ibiza DJ: Pete Gooding
  - Ibiza Set:  Danny Tenaglia
  - International DJ:  Erick Morillo
  - Newcomer:  Wally Lopez
  - Outstanding Contribution:  Pete Tong
  - Outstanding Dedication:  Judy Weinstein
  - Remix of the Year:  Elvis Presley vs.  JXL – A Little Less Conversation
  - Track of the Season:  Tim Deluxe feat.  Sam Obernik – It Just Won’t Do

### 2003

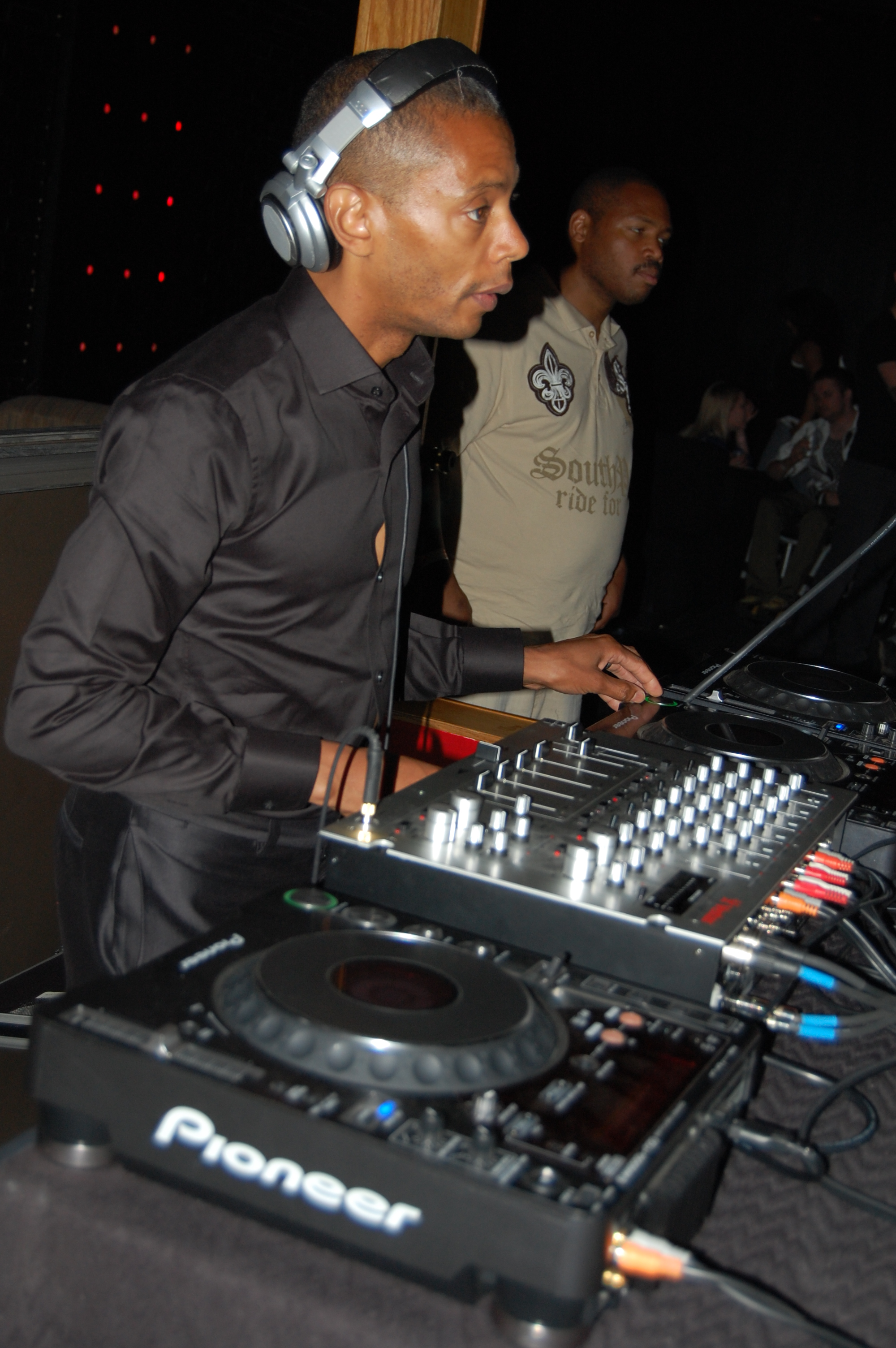
Jeff Mills, Gewinner in der Kategorie International DJ 2003.

Motto: „The Essence of the Universe“
- Hip Hop / R&B / Garage:  Tim Westwood
- House:  Erick Morillo
- Ibiza Bar: Base Bar
- Ibiza DJ: Reche
- Newcomer:  Junior Jack &  Kid Crème
- Psychedelic Trance:  Hallucinogen
- Tech House / Progressive:  Steve Lawler
- Techno:  Sven Väth
- Special Awards
  - Art Design:  Ross Kirton für Pure Pacha (Pacha)
  - Ibiza Night: Manumission (Privilege)
  - International DJ:  Jeff Mills
  - Outstanding Achievement:  Máxima FM
  - Outstanding Dedication:  Pepe Roselló
  - Technology:  Pioneer
  - Track of the Season:  Junior Jack – E Samba

### 2004
Motto: „The Sense of Man“
- Hip Hop / R&B / Garage:  Trevor Nelson
- House:  Roger Sanchez
- Ibiza Bar: Dôme
- Ibiza DJ: Tania Vulcano
- Newcomer:  Nic Fanciulli

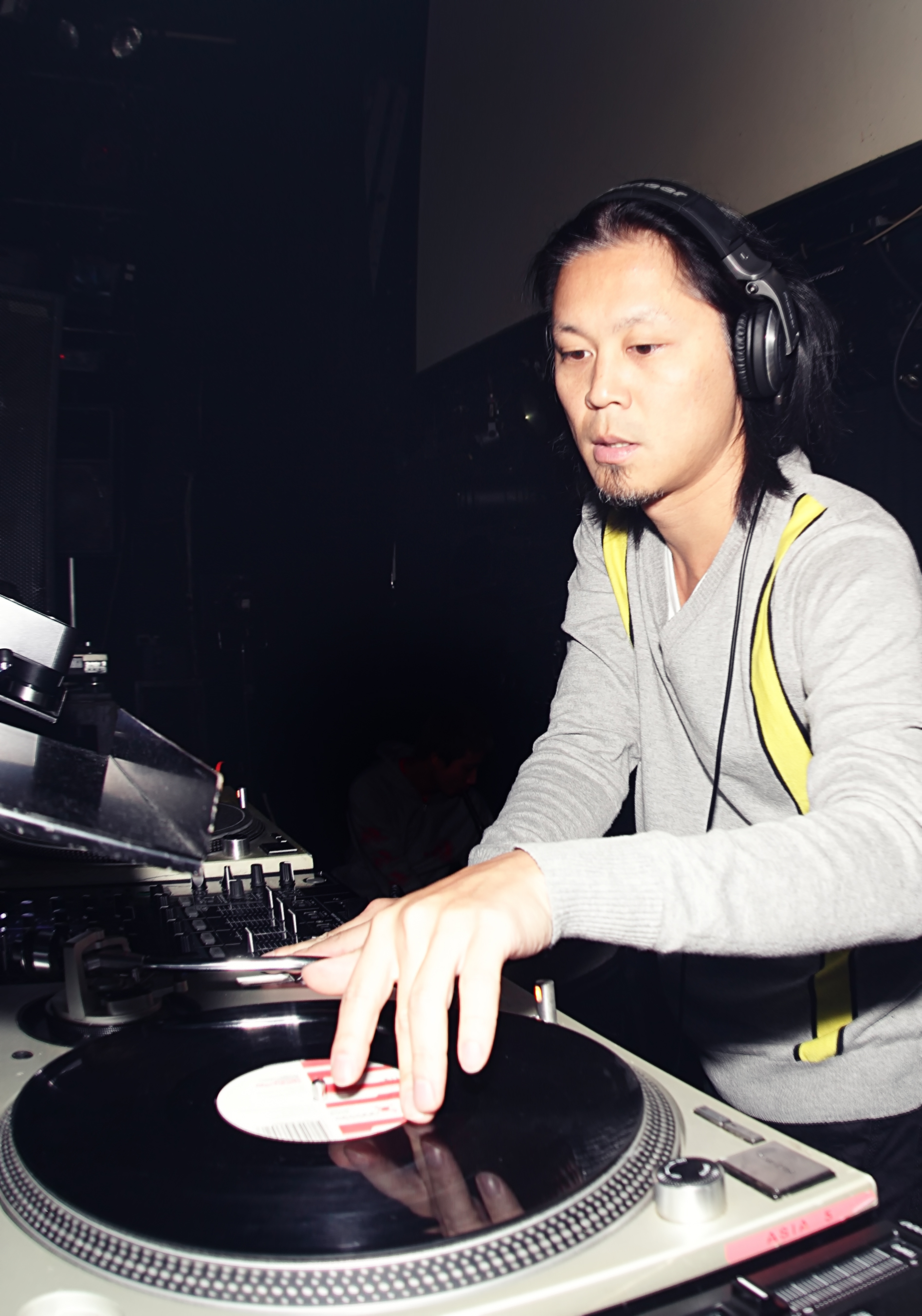
Ken Ishii, Gewinner in der Kategorie Techno 2004.

- Tech House / Progressive:  Steve Lawler
- Techno:  Ken Ishii
- Trance:  Paul Oakenfold
- Special Awards
  - Art Design:  Adam Shepherd für Pure Pacha (Pacha)
  - Ibiza Night: Subliminal (Pacha)
  - Ibiza Set:  Martin Solveig bei Defected (Eden)
  - International DJ:  Tiësto
  - Outstanding Contribution:  Paul Oakenfold
  - Outstanding Dedication:  Darren Hughes
  - Technology: Final Scratch ( Stanton Magnetics)
  - Track of the Season:  The Shapeshifters – Lola’s Theme
  - Tribute:  Angel Alvarez

### 2005
Motto: „Vacuum Tube“
- Breakthrough:  BodyRockers
- House:  Junior Jack &  Kid Crème
- Ibiza Bar: Ibiza Rocks
- Ibiza DJ: DJ Oliver
- Newcomer:  Steve Angello

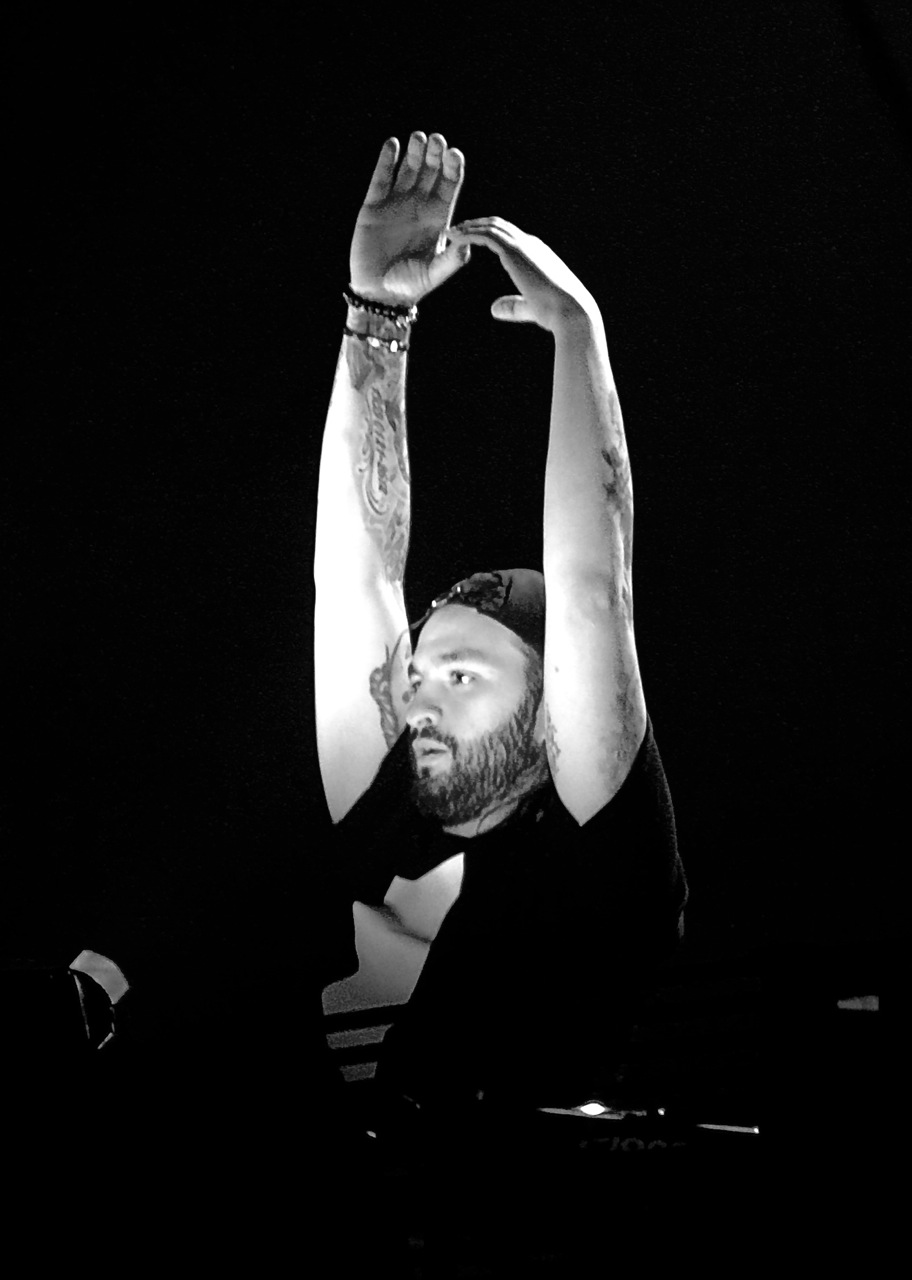
Steve Angello, Gewinner in der Kategorie Newcomer 2005 und in der Kategorie House (gemeinsam mit Sebastian Ingrosso und Axwell) 2010.

- Tech House / Progressive:  Steve Lawler
- Techno:  Mauro Picotto
- Trance:  Ferry Corsten
- Urban:  Cut Killer
- Special Awards
  - Art Design:  Hjordis Fogelberg für Manumission (Privilege)
  - Honorific:  Cesar de Melero &  DJ Pippi
  - Ibiza Night: Ibiza Rocks
  - Ibiza Set:  Groove Armada (Space)
  - Lifetime Achievement:  Danny Rampling
  - Outstanding Contribution:  BBC Radio 1
  - Outstanding Dedication:  DJ Magazine
  - Special:  DJ Alfredo
  - Technology:  Pioneer
  - Track of the Season:  M.A.N.D.Y. vs.  Booka Shade – Body Language
  - Urban Set:  Jekey

### 2006
Motto: „Nature“
- Breakthrough:  Jamie Lewis
- House:  Bob Sinclar
- Ibiza Bar: Underground
- Ibiza DJ: Sarah Main
- Newcomer:  Paul Woolford

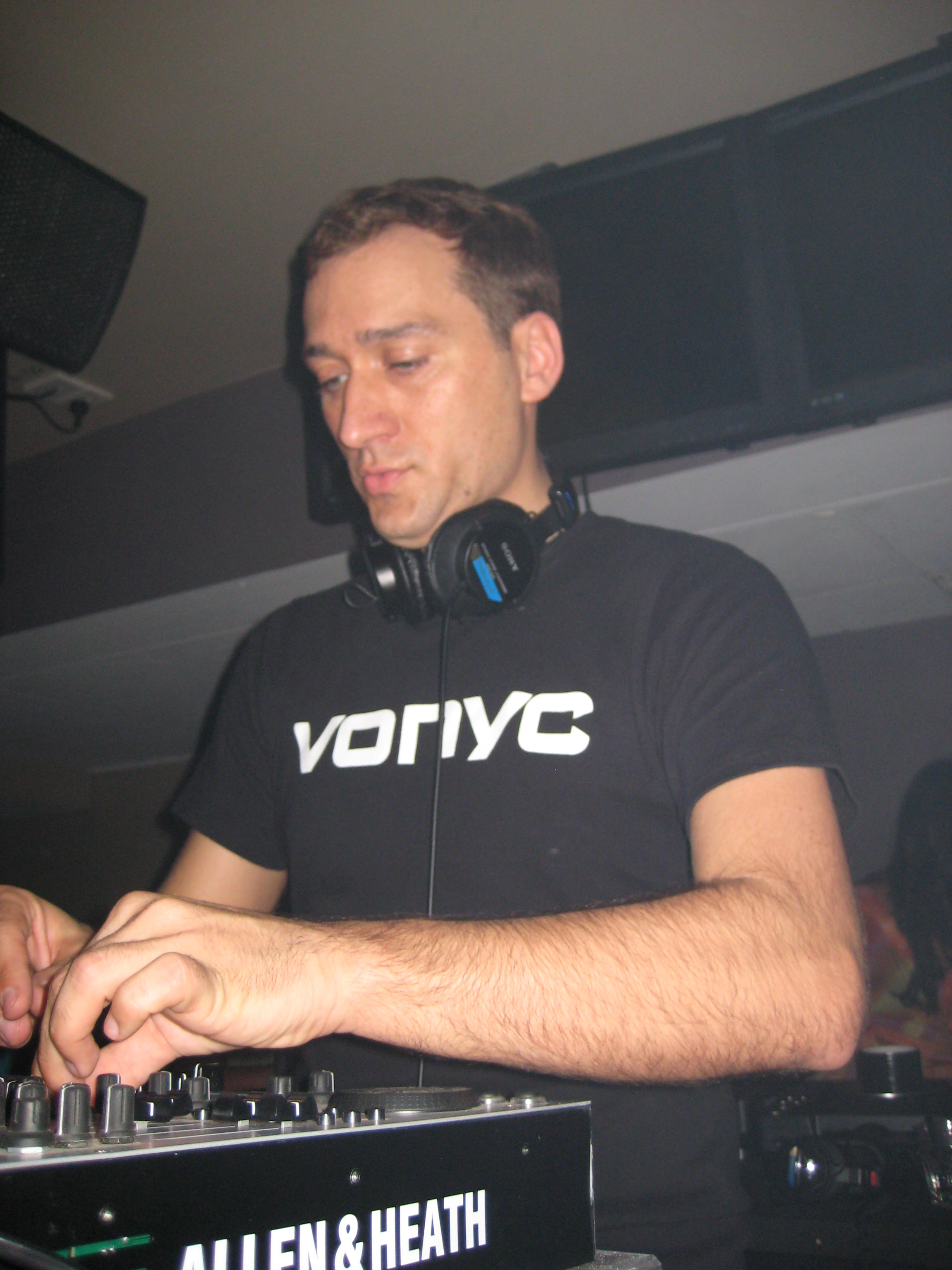
Paul van Dyk, Gewinner in der Kategorie Trance 2006 und in der Kategorie Trance Master 2018.

- Tech House / Progressive:  John Digweed
- Techno:  Richie Hawtin
- Trance:  Paul van Dyk
- Urban:  Jazzy Jeff
- Special Awards
  - Art Design: Pure Pacha (Pacha)
  - Ibiza Night: Carl Cox Global (Space)
  - International DJ:  Erick Morillo
  - Outstanding Contribution:  Sónar
  - Outstanding Dedication:  Brasilio
  - Technology:  Pioneer
  - Track of the Season:  Bob Sinclar feat.  Steve Edwards – World Hold On

### 2007
Motto: „Time“
- Breakthrough:  Fedde Le Grand
- House:  Roger Sanchez
- Electro:  Trentemøller
- Ibiza Bar: Café Mambo
- Ibiza DJ: Sebastian Gamboa

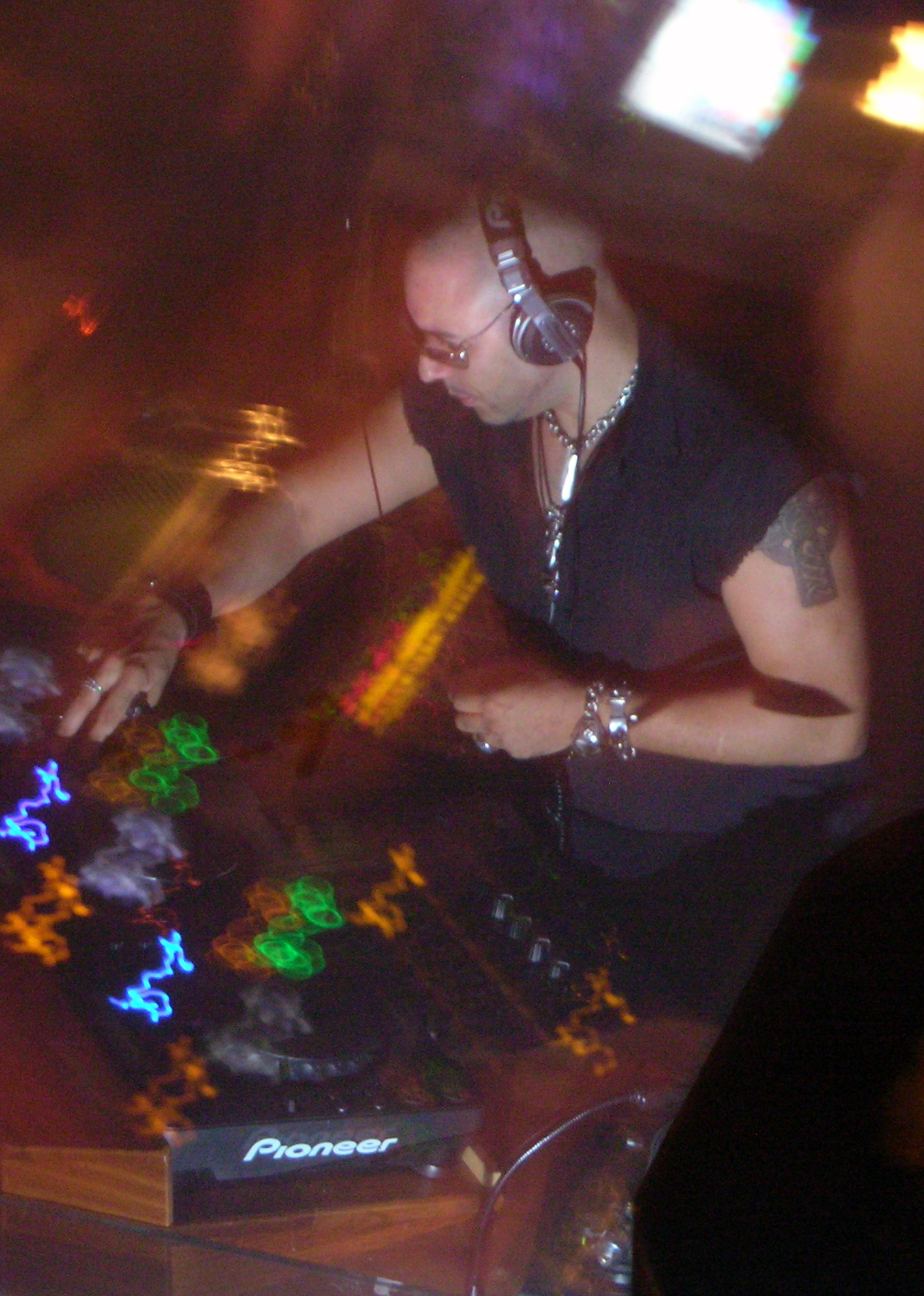
Roger Sanchez, drei Mal Gewinner in der Kategorie House (2002, 2004, 2007), ein Mal in der Kategorie House / Garage (1999) und ein Mal in der Kategorie House Master (2018).

- International Dance Music Festival:  Monegros Desert Festival
- Newcomer:  Axwell
- Tech-House / Progressive:  Sander Kleinenberg
- Techno:  Cristian Varela
- Trance:  Ferry Corsten
- Urban:  Mucho Muchacho
- Special Awards
  - Ibiza Night: F*** Me I’m Famous (Pacha)
  - Ibiza Set:  Steve Aoki (Ibiza Rocks)
  - Lifetime Achievement:  Dr. Motte für Loveparade
  - Media Award:  Deejay Dance Magazine Official
  - Outstanding Contribution:  Made In Italy
  - Technology:  Ableton Live
  - Track of the Season:  Axwell – I Found U

### 2008
Motto: „Climate Change“
- Breakthrough:  Sander van Doorn
- Deep House:  Phonique
- Downtempo & Eclectic:  Jazzanova
- Electro House:  Deadmau5
- Hip Hop:  Mucho Muchacho
- House:  David Guetta
- Ibiza DJ:  Valentin Huedo
- International DJ:  Tiësto
- Minimal:  Adam Beyer
- Newcomer:  Funkagenda
- Progressive House:  Sasha
- Tech House:  Steve Lawler
- Techno:  Richie Hawtin
- Trance:  Armin van Buuren
- Special Awards
  - Dance Nation:  Brasilien
  - Ibiza Night: Cocoon (Amnesia)

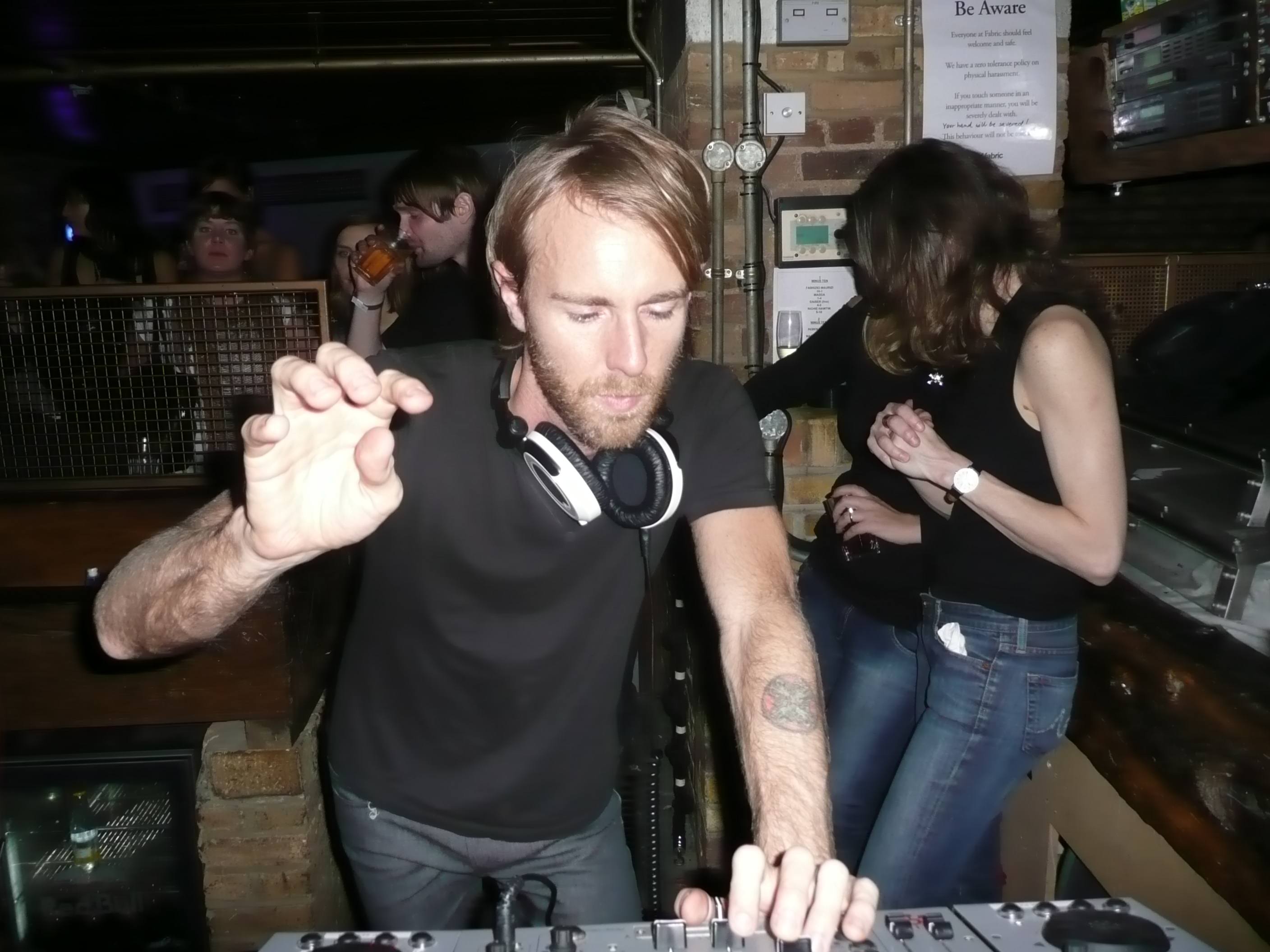
Richie Hawtin, drei Mal Gewinner in der Kategorie Techno (2002, 2006, 2008) und ein Mal in der Kategorie Electronic Live Performance (2017).

  - Ibiza Set:  Luciano &  Ricardo Villalobos bei Cocoon (Amnesia)
  - International Dance Music Festival:  Ultra Music Festival
  - Outstanding Contribution:  Jonas Tempel für Beatport
  - Outstanding Dedication:  Bill Kelly für Winter Music Conference
  - Track of the Season:  Mark Knight &  Funkagenda – Man With the Read Face

### 2009
Motto: „Dreams“
- Breakthrough:  Joris Voorn
- Deep House:  Milton Jackson
- Downtempo & Eclectic:  Rob da Bank
- Electro House:  Sander van Doorn
- House:  David Guetta
- International DJ:  Armin van Buuren
- Minimal:  Guy Gerber
- Newcomer:  Popov
- Progressive House:  Sasha
- Psychedelic Trance:  G.M.S (Riktam & Bansi)
- Tech House:  Marco V
- Techno:  Sven Väth
- Trance:  Armin van Buuren
- Special Awards
  - Dance Nation:  Russland – Bobina
  - Ibiza DJ: Tomas Hedberg
  - Ibiza Night: F*** Me I’m Famous (Pacha)

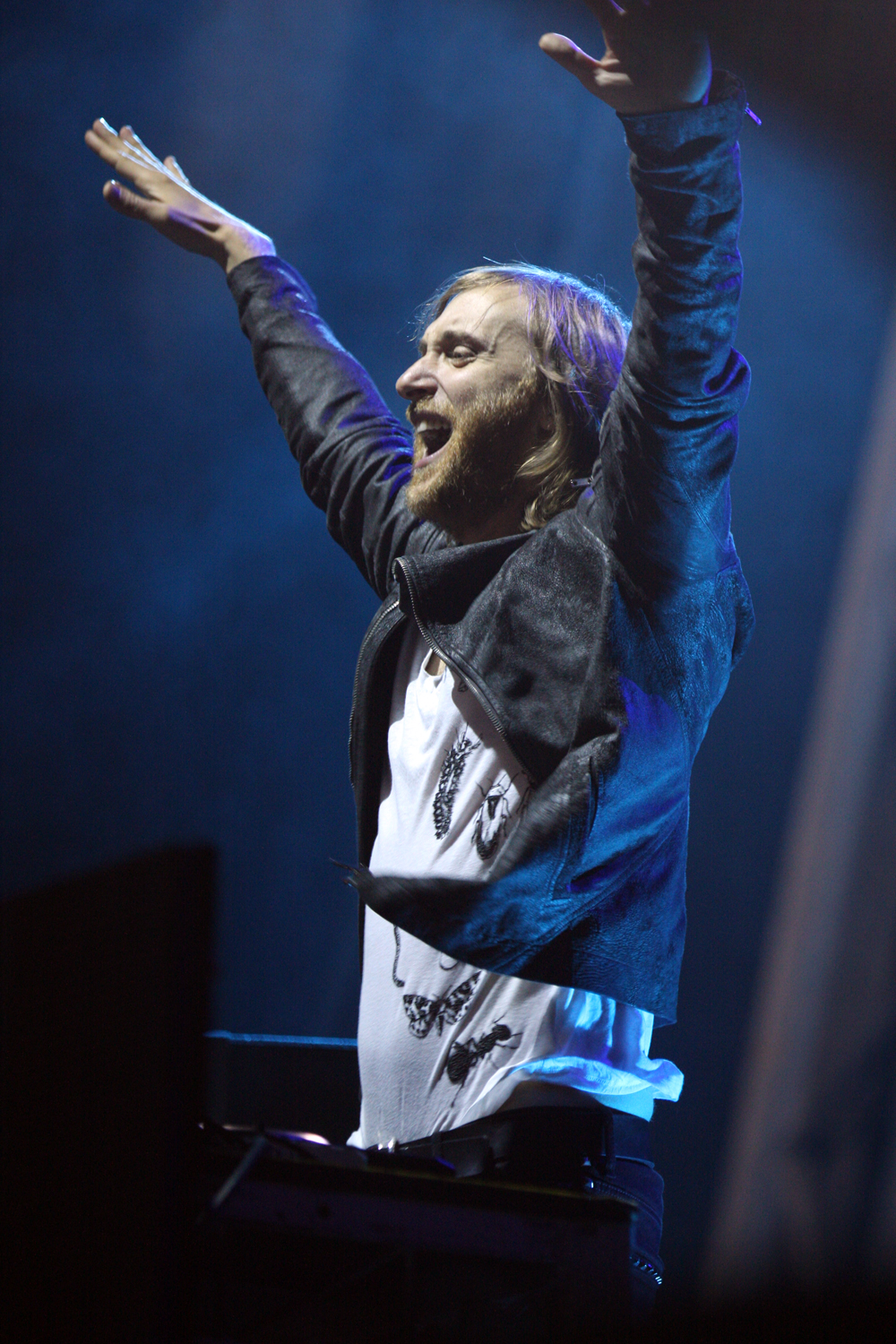
David Guetta, Gewinner in der Kategorie House 2008 und 2009, in der Kategorie Producer 2011 und in der Kategorie Ibiza Party of the Summer 2024.

  - Ibiza Set:  Luciano B2B  Sven Väth bei Cadenza Residency (Ushuaïa)
  - International Dance Music Festival:  Bestival
  - Media:  Ibiza Voice
  - Outstanding Contribution:  International Music Summit
  - Outstanding Dedication:  Jose Pascual “Mr. Papy”
  - Track of the Season:  Michel Cleis – La Mezcla

### 2010
Motto: „Water“
- Breakthrough:  Riva Starr
- Deep House:  Phonique
- Downtempo & Eclectic:  Mixmaster Morris
- Electro House:  Deadmau5
- House:  Axwell &  Sebastian Ingrosso &  Steve Angello
- International DJ:  Deadmau5
- Minimal:  Loco Dice
- Newcomer:  Stimming
- Progressive House:  D-Nox & Beckers &  Sasha
- Psychedelic Trance:  Liquid Soul
- Tech House:  Luciano
- Techno:  Marco V
- Trance:  Armin van Buuren
- Special Awards
  - Dance Nation:  Ägypten – Aly & Fila

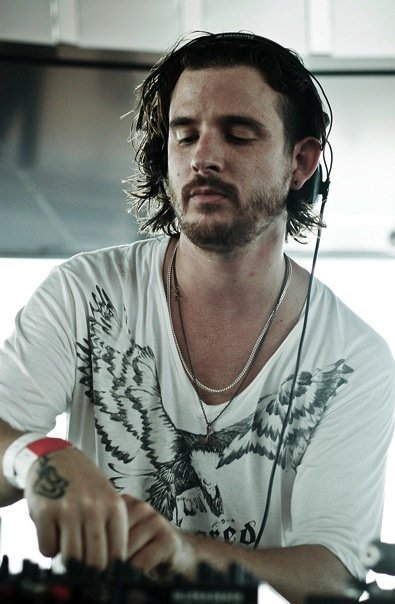
Luciano, sechs Mal Gewinner in der Kategorie Tech House (2010, 2011, 2013–2015, 2017), zwei Mal in der Kategorie Ibiza Set (mit Ricardo Villalobos 2008 bzw. mit Sven Väth 2009), ein Mal in der Kategorie Track of the Season (2011) und ein Mal in der Kategorie Ibiza Icon (2024).

  - Ibiza Night: Masquerade Motel by Swedish House Mafia (Pacha)
  - Ibiza DJ: Nima Gorji
  - International Festival:  KaZantip
  - Lifetime Achhivement:  Mike Pickering für Haçienda
  - Media:  Ibiza Sonica Radio
  - Outstanding Dedication:  Ben Turner
  - Outstanding Achievement:  Andy McKay für Ibiza Rocks
  - Technology:  Pioneer
  - Track of the Season:  Butch – No Worries

### 2011
Motto: „Fire“
- Downtempo:  Nightmares on Wax
- Deep House:  Jamie Jones
- Electric House:  2manydjs
- Electro House:  Deadmau5
- House:  Axwell
- International DJ:  Armin van Buuren
- Newcomer:  Maya Jane Coles
- Tech House:  Luciano
- Techno:  Carl Cox
- Trance:  Armin van Buuren
- Urban:  Cut Killer
- Special Awards
  - Cutting Edge:  Traktor 2
  - Dance Nation:  Vereinigte Staaten – David Morales
  - Ibiza DJ: Mar-T

Deadmau5, drei Mal Gewinner in der Kategorie Electro House (2008, 2010, 2011) und ein Mal in der Kategorie International DJ (2010).

  - Ibiza Night: Carl Cox 10 Years of Revolution (Space)
  - International Festival:  Electric Daisy Carnival
  - Live Performance:  Madness (Ibiza Rocks)
  - Media:  Tilllate
  - Outstanding Achievement:  Pete Tong
  - Producer:  David Guetta
  - Remixer:  Afrojack
  - Track of the Season:  Azari & III – Hungry for the Power ( Jamie Jones Remix) &  Lady Luck – Jamie Woon ( Luciano Remix)

### 2012
Motto: „Light“
- Deep House:  Maceo Plex
- Downtempo:  Nightmares on Wax

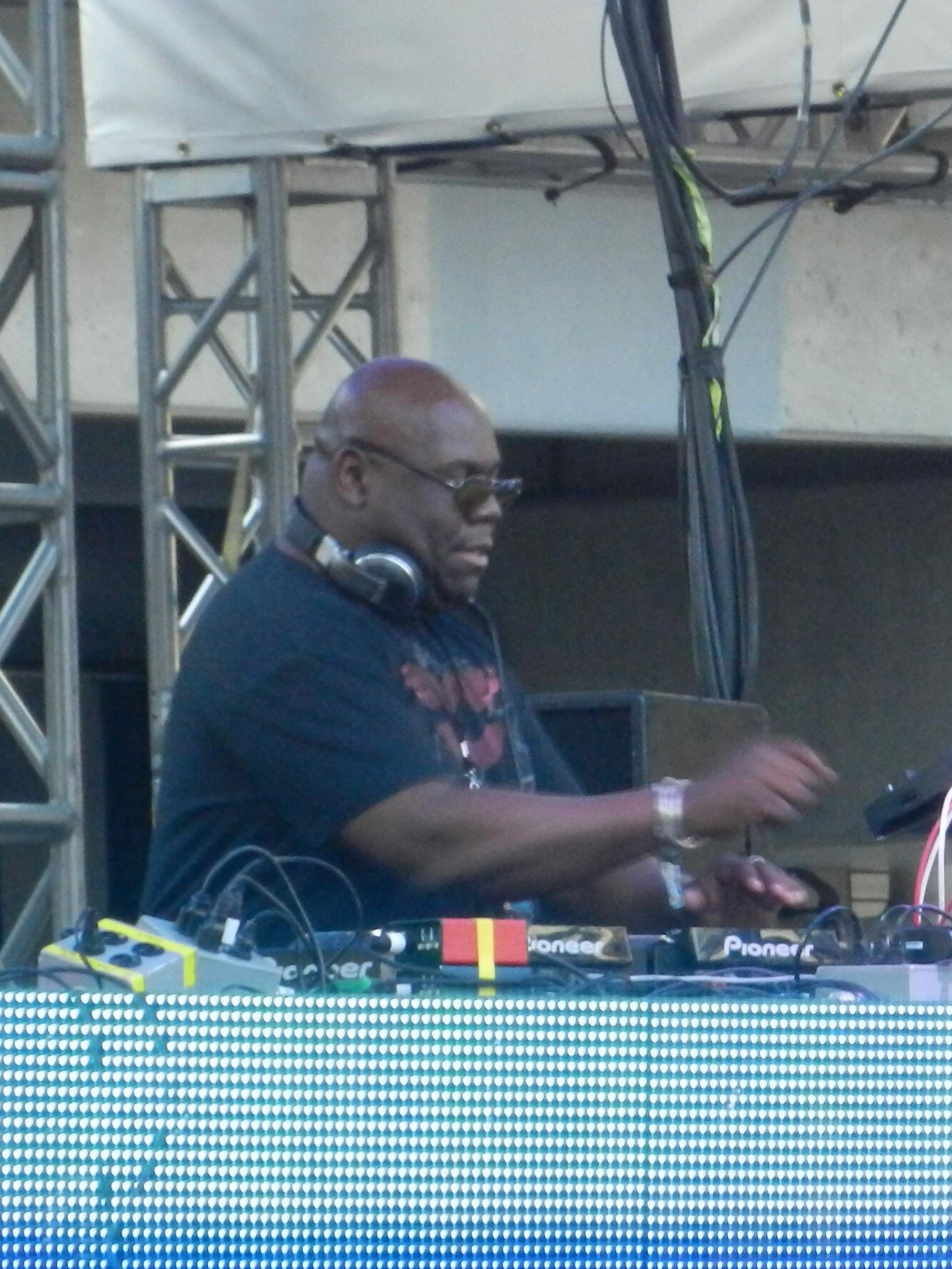
Carl Cox, acht Mal Gewinner in der Kategorie Techno (2001, 2002, 2011, 2012, 2014–2017), vier Mal in der Kategorie International DJ (2014, 2016, 2018, 2019) und ein Mal in der Kategorie Ibiza Set (2000).

- Drum and Bass / Dubstep:  Chase & Status
- Electro House:  Tiësto
- Electronic Live Performance:  Faithless
- International DJ:  Armin van Buuren
- Newcomer:  Arty
- Tech House:  Seth Troxler
- Techno:  Carl Cox
- Trance:  Armin van Buuren
- Special Awards
  - Cutting Edge:  SoundCloud
  - Dance Nation:  Australien – Nervo
  - Ibiza DJ: Andy Baxter
  - Ibiza Night: Vagabundos (Pacha) & Enter (Space)
  - International Festival:  Tomorrowland
  - Ibiza Live Performance:  Lenny Kravitz bei Ibiza 123
  - Media:  Pacha Magazine
  - Producer:  Solomun
  - Track of the Season:  Pirupa – Party Non Stop

### 2013
Motto: „Earth“
- Deep House:  Solomun

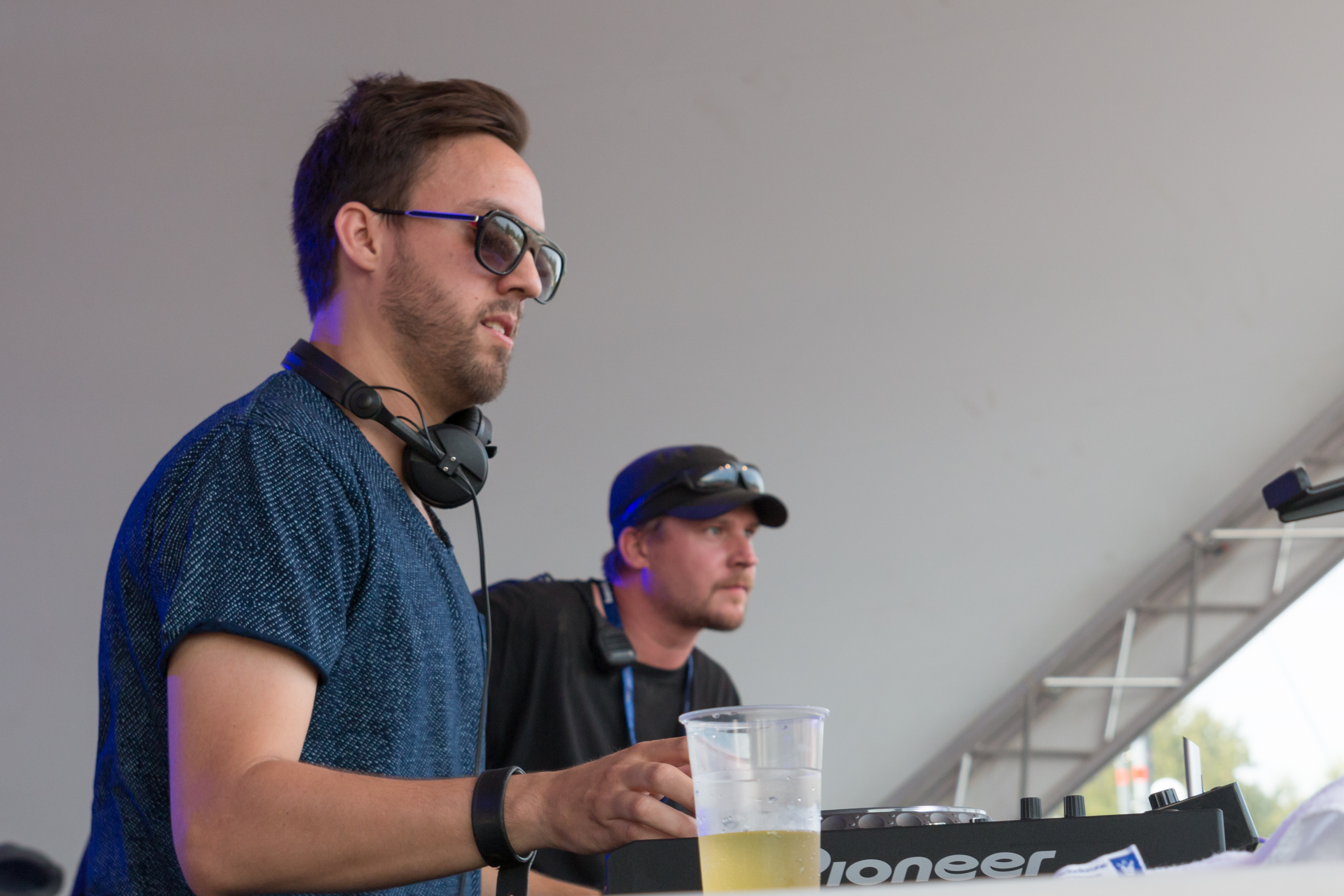
Maceo Plex (li.), Gewinner in der Kategorie Deep House 2012, in der Kategorie Producer 2013 und in der Kategorie Melodic House & Techno 2019.

- Dubstep / Drum and Bass:  Knife Party
- Electro House:  Hardwell
- Electronic Live Performance:   Hot Natured
- International DJ:  Armin van Buuren
- Newcomer:  Uner
- Tech House:  Luciano
- Techno:  Cristian Varela
- Trance:  Armin van Buuren
- Special Awards
  - Breakthrough Artist:  tINI
  - Cutting Edge:  Pioneer CDJ-2000NXS
  - Dance Nation:  Mexiko – Hector
  - Ibiza DJ: Willie Graff
  - Ibiza Night: Enter (Space)
  - International Festival:  The BPM Festival
  - Media:  Boiler Room
  - Outstanding Contribution:  Kathy Sledge
  - Producer:  Maceo Plex
  - Record Label of the Year:  Crosstown Rebels
  - Track of the Season:  Francesco Rossi – Paper Aeroplane

### 2014
Motto: „Love“
- Breakthrough:  Mano Le Tough
- Deep House:  Jamie Jones

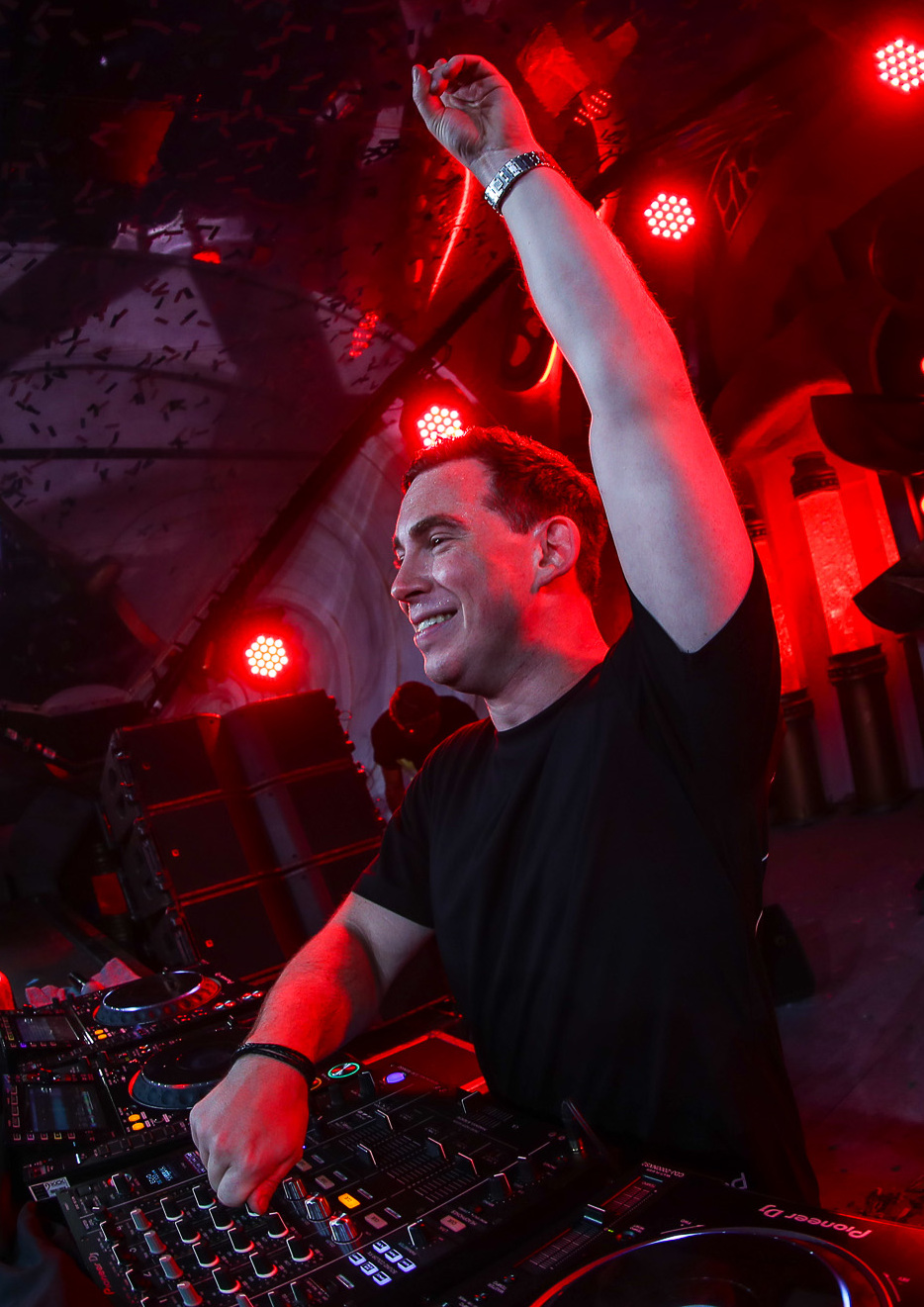
Hardwell, Gewinner in der Kategorie Electro House 2013 und 2014, in der Kategorie Electro / Progressive House 2015, in der Kategorie International DJ 2015 und 2017 und in der Kategorie Big Room House 2016 und 2017.

- Drum and Bass / Dubstep:  Skrillex
- Electro House:  Hardwell
- Electronic Live Performance:  Disclosure
- Electronica:  Diplo
- International DJ:  Carl Cox
- Newcomer:  Patrick Topping
- Tech House:  Luciano
- Techno:  Carl Cox
- Trance:  Armin van Buuren
- Special Awards
  - Cutting Edge:  Native Instruments
  - Dance Nation:  Kroatien
  - Ibiza DJ: Ibán Mendoza
  - Ibiza Live Performance:  Matador
  - Ibiza Night: Flower Power (Pacha)
  - International Festival:  Creamfields UK
  - Media:  BE-AT.TV
  - Outstanding Contribution:  DJ Harvey
  - Producer:  MK
  - Record Label of the Year:  Innervisions
  - Track of the Season:  Patrick Topping – Forget

### 2015
Motto: „Meet on the Beat“
- Bass:  Hannah Wants
- Breakthrough:  Black Coffee
- Deep House:  Solomun

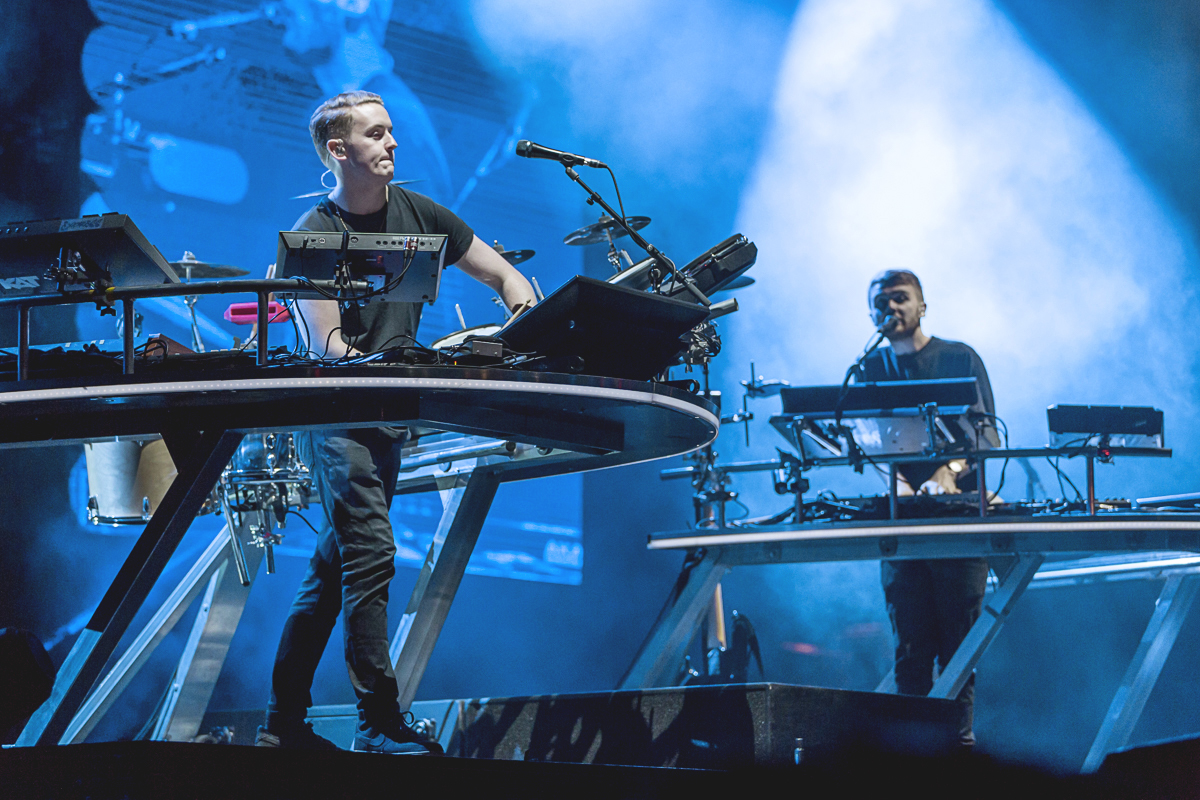
Disclosure, Gewinner in der Kategorie Electronic Live Performance 2014 und in der Kategorie Electronica 2015.

- Electro Progressive House:  Hardwell
- Electronica:  Disclosure
- International DJ:  Hardwell
- Newcomer:  Cuartero
- Tech House:  Luciano &  Hot Since 82
- Techno:  Carl Cox
- Trance:  Armin van Buuren
- Special Awards
  - Cutting Edge:  Rekordbox
  - Dance Nation:  Südafrika
  - Electronic Music Pioneer:  Arthur Baker
  - Electronic Live Performance:  Faithless bei BBC Radio 1 20 (Ibiza Rocks)
  - Ibiza DJ: Manu Gonzalez
  - Ibiza Music Event: International Music Summit Dalt Vila Festival
  - Ibiza Night: Acid Sundays (Heart Ibiza)
  - International Festival:  We Are Fstvl
  - Producer:  Claptone
  - Record Label of the Year:  Life and Death
  - Track of the Season:  Frankey & Sandrino – Acamar

### 2016
Motto: „Let’s Dance“
- Bass:  Amine Edge & Dance
- Breakthrough:  Anna
- Big Room House:  Hardwell
- Deep House:  Black Coffee

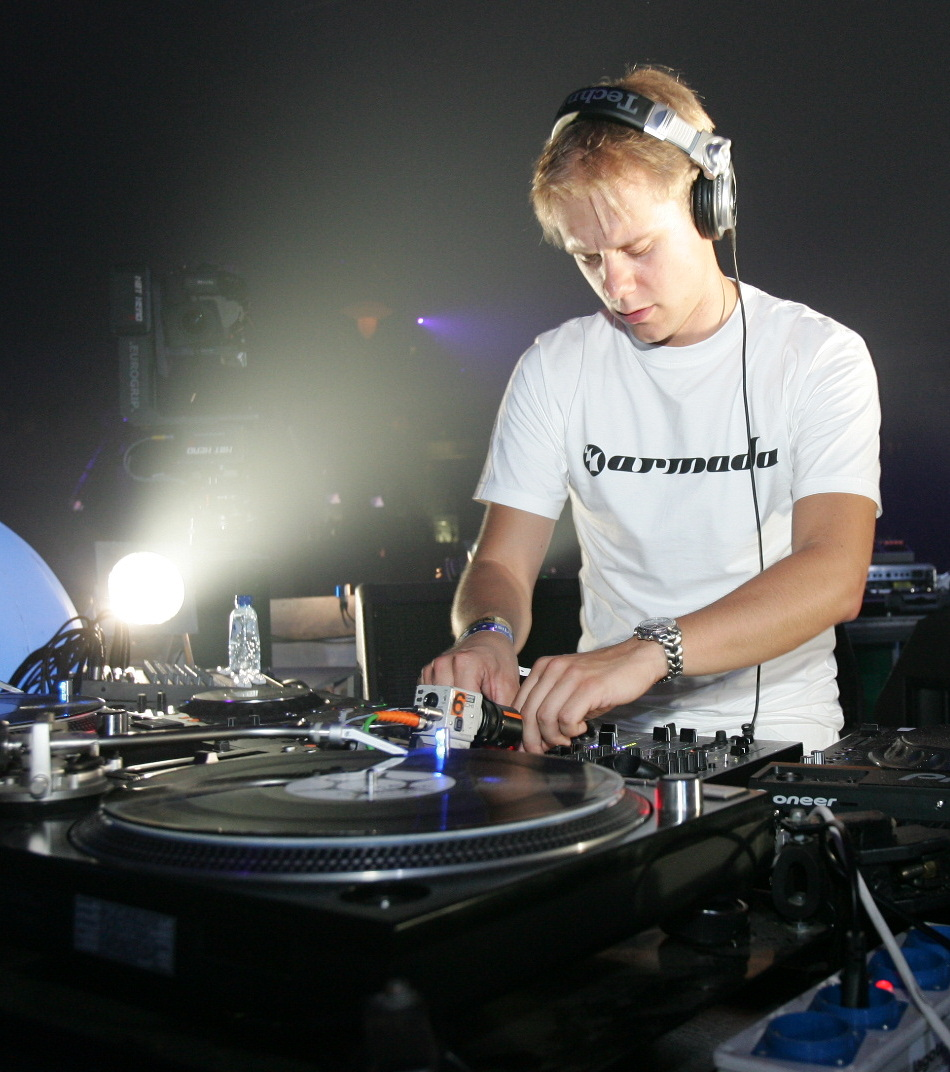
Armin van Buuren, elf Mal Gewinner in der Kategorie Trance (2008–2017, 2024) und vier Mal in der Kategorie International DJ (2009, 2011–2013).

- Electronic Live Performer:  Matador
- Electronica:  Jamie xx
- House:  Claptone
- International DJ:  Carl Cox
- Newcomer:  Mihalis Safras
- Tech House:  The Martinez Brothers
- Techno:  Carl Cox
- Trance:  Armin van Buuren
- Special Awards
  - Cutting Edge:  Funktion-One
  - Electronic Music Pioneer:  John Acquaviva
  - Ibiza DJ: Mr Doris
  - Ibiza Music Event: Mosiac by Maceo Plex (Pacha)
  - Ibiza Night: Woomoon (Cova Santa)
  - Iconic Club Award: Space
  - International Festival:  Awakenings
  - Producer:  Emanuel Satie
  - Record Label of the Year:  Suara

### 2017
Motto: „20th Anniversary“
- Bass:  Hannah Wants
- Big Room House:  Hardwell
- Breakthrough:  Solardo
- Deep House:  Black Coffee
- Downtempo & Eclectic:  Todd Terje

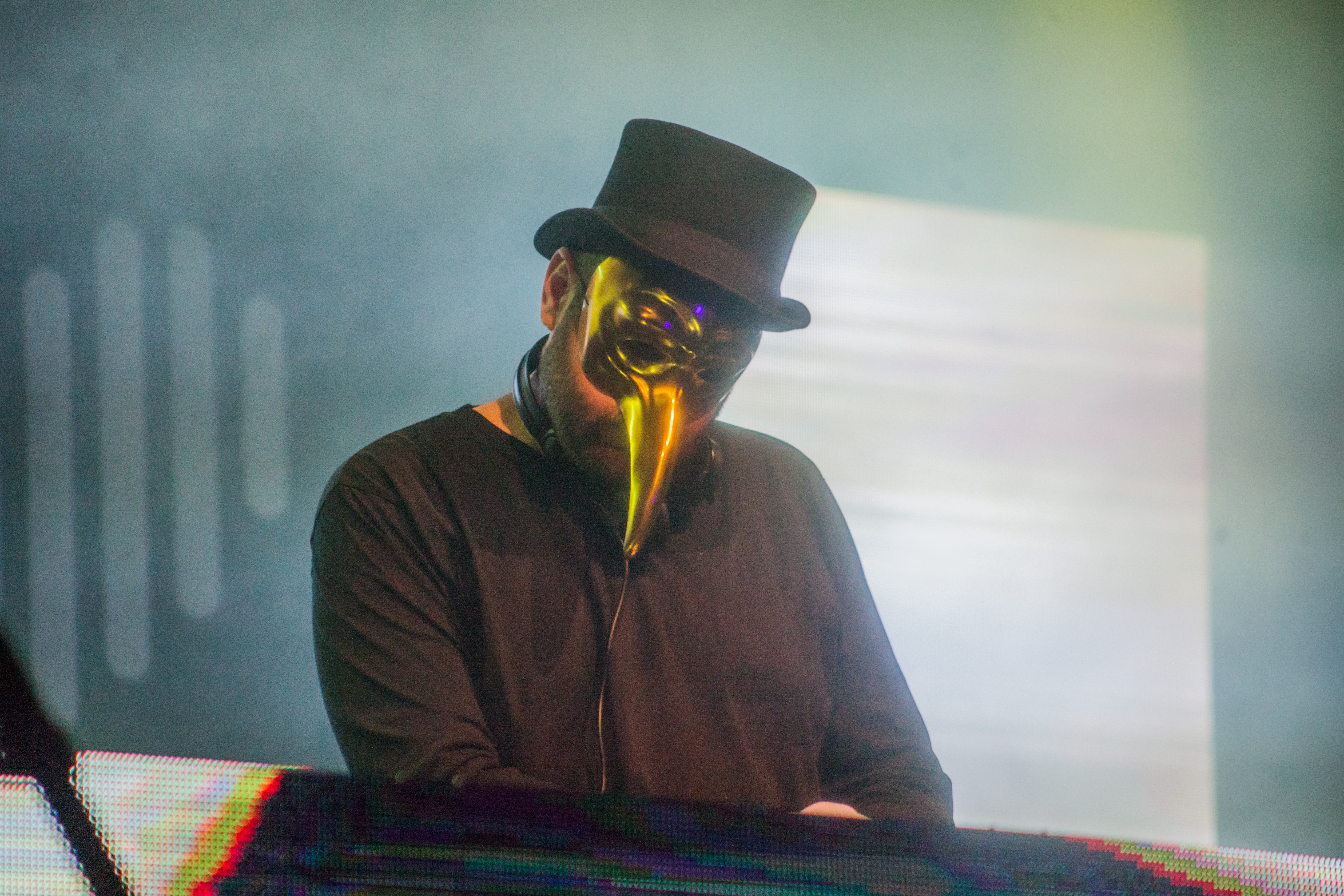
Claptone, Gewinner in der Kategorie Producer 2015 und in der Kategorie House 2016 und 2017.

- Electronic Live Performer:  Richie Hawtin
- House:  Claptone
- International DJ:  Hardwell
- Newcomer:  Bontan
- Tech House:  Luciano
- Techno:  Carl Cox
- Trance:  Armin van Buuren
- Special Awards
  - 20th Anniversary Award:  DJ Alfredo
  - Dance Nation:  Rumänien
  - Eco Awards:  Oceanic Global
  - Electronic Music Pioneer:  Marshall Jefferson
  - Ibiza DJ: Graham Sahara & Paul Reynolds
  - Ibiza Music Event: Pure Carl Cox (Privilege)
  - Ibiza Night: Elrow Ibiza (Amnesia)
  - International Festival:  Dimensions Festival
  - Producer:  Dennis Cruz
  - Record Label of the Year:  Drumcode
  - Track of the Season:  CamelPhat &  Elderbrook – Cola

### 2018
Motto: „Disco“
- Bass:  Andy C
- Breakthrough:  Max Chapman
- Deep House:  Black Coffee

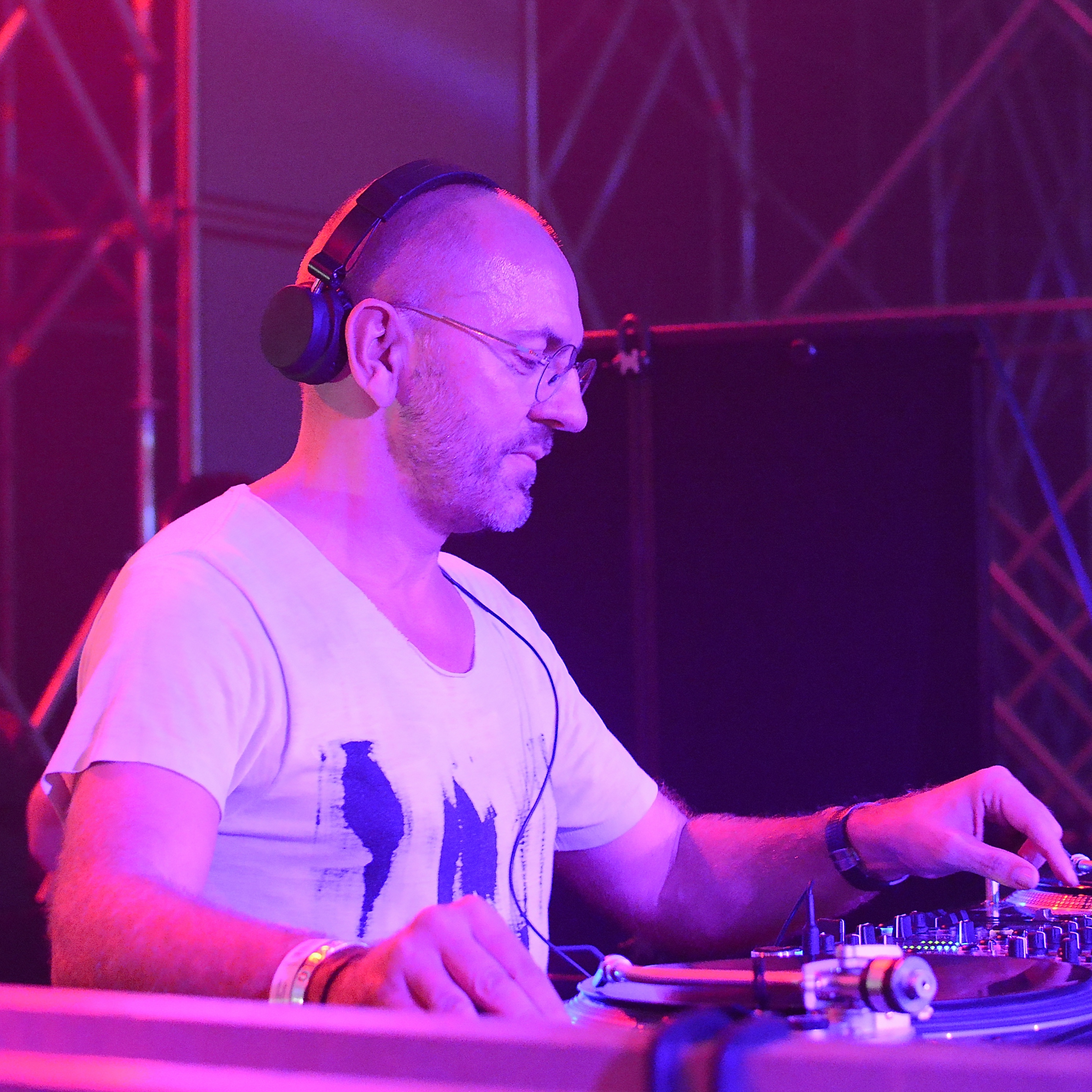
Sven Väth, Gewinner des Outstanding Achievement-Preises 2018, vier Mal in der Kategorie Techno (2000, 2003, 2009, 2024) und ein Mal in der Kategorie Ibiza Set (mit Luciano) 2009.

- Electronic Live Performer:  Stephan Bodzin
- Electronica / Downtempo:  DJ Koze
- House Artist:  CamelPhat
- House Master:  Roger Sanchez
- International DJ:  Carl Cox
- Melodic House & Techno:  Solomun
- Newcomer:  Alex Kennon
- Progressive House:  Hernán Cattáneo
- Tech House Artist:  Patrick Topping
- Tech House Master:  Jamie Jones
- Techno Artist:  Ilario Alicante
- Techno Master:  Joseph Capriati
- Trance Artist:  Ben Nicky
- Trance Master:  Paul van Dyk
- Special Awards
  - Dance Nation:  Argentinien
  - Electronic Music Pioneer:  Masters at Work
  - Ibiza DJ: Clara Da Costa
  - Ibiza Music Event: Storytellers Chapter 2 (Cova Santa)
  - Ibiza Night: Resistance (Privilege)
  - International Festival:  Caprices Festival
  - Outstanding Achievement:  Sven Väth
  - Producer:  Archie Hamilton
  - Record Label of the Year:  Deeperfect
  - Track of the Season:  Adam Beyer &  Bart Skils – Your Mind

### 2019
Motto: „Plastic No More“
- Afro House:  Da Capo
- Bass:  Chase & Status
- Breakthrough:  Artbat
- Deep House:  Maya Jane Coles
- Deep Tech:  Butch

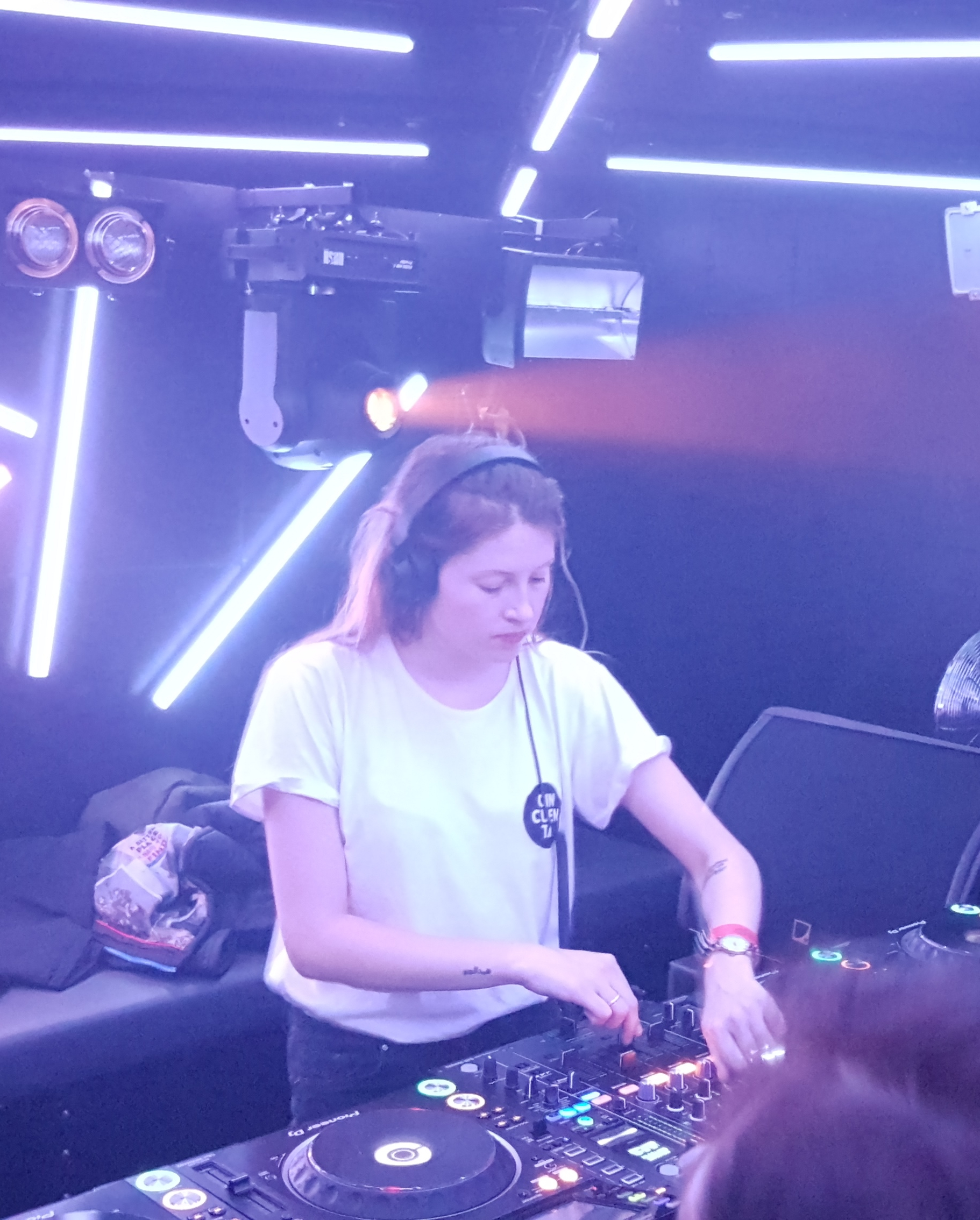
Charlotte de Witte, Gewinnerin in der Kategorie Techno 2019.

- Electronic Live Performer:  Stephan Bodzin
- House:  Kerri Chandler
- International DJ:  Carl Cox
- Melodic House & Techno:  Maceo Plex
- Newcomer:  Onyvaa
- Progressive House:  Hernán Cattáneo
- Tech House:  Michael Bibi
- Techno:  Charlotte de Witte
- Trance:  Aly & Fila
- Industry Awards
  - Cutting Edge:  Cercle
  - Dance Nation:  Israel
  - Ibiza DJ: Francisco Allendes
  - Ibiza Music Event: Cocoon 20 Kraftwerk 3D (Amnesia)
  - Ibiza Night: Saga (Heart Ibiza)
  - International Festival:  Kappa Futur Festival
  - Outstanding Contribution:  Simon Dunmore
  - Producer:  Enrico Sangiuliano
  - Record Label of the Year:  Hot Creations
  - Track of the Season:  Roberto Surace – Joys

### 2024
Motto: „Unity“

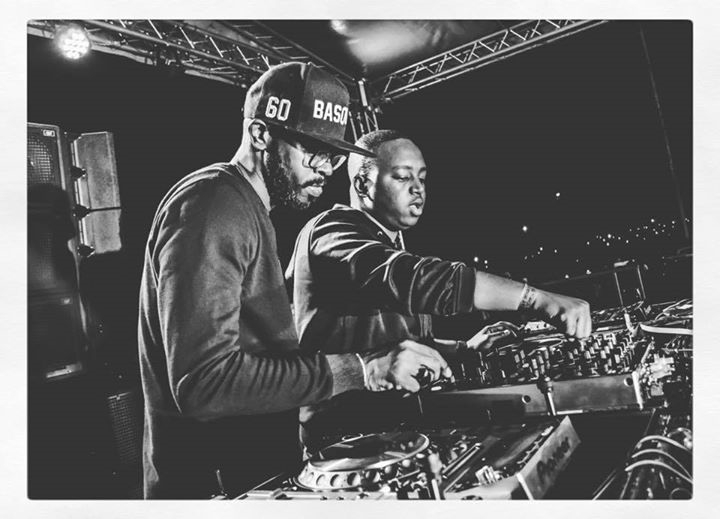
Black Coffee (li.), Gewinner in der Kategorie Breakthrough (2015), drei Mal in der Kategorie Deep House (2016–2018) und einmal in der Kategorie Afro (2024).

Nach einer vierjährigen, ursprünglich durch die COVID-19-Pandemie verursachten Pause kehrten die Awards 2024 zurück.
- Afro:  Black Coffee
- Breakthrough Artist:  Miss Monique
- Drum & Bass:  Chase & Status
- House:  Sam Divine
- Live Act:  Róisín Murphy
- Organic House:  WhoMadeWho
- Progressive House:  CamelPhat
- Tech House:  Vintage Culture
- Techno:  Sven Väth
- Trance:  Armin van Buuren
- Industry Awards
  - Eye on...USA:  Gospel NYC
  - Global Festival:  Defected Croatia
  - Lifetime Achievement:  Javier Anadon
  - Play It Back Award:  Michael Bibi („One Life“)
  - What's Hot Global:  Keinemusik
- Ibiza Awards
  - Ibiza Track of the Summer:  Adam Port,  Stryv &  Malachiii – Move
  - Ibiza Party of the Summer:  David Guetta – FMIF/Futurerave
  - Ibiza Icon:  Luciano

## Statistik

### Meiste Auszeichnungen
- Armin van Buuren – 15
- Carl Cox – 13
- Luciano – 10
- Hardwell – 7
- Erick Morillo – 6
- Sven Väth – 6

### Meiste Auszeichnungen in einer Kategorie
- Armin van Buuren – 11 (Trance)
- Carl Cox – 8 (Techno)
- Luciano – 6 (Tech House)